# 표장

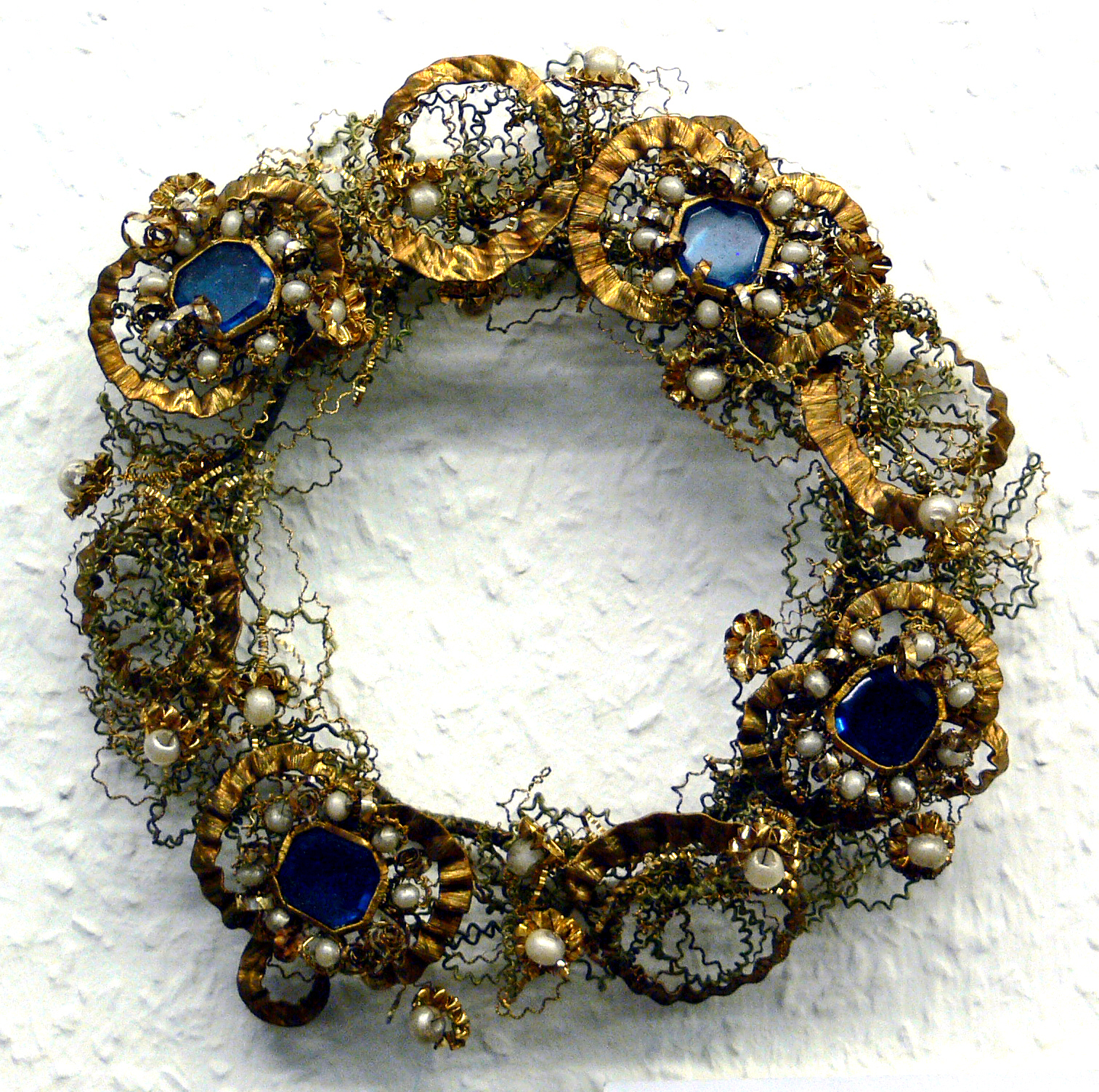

표장(標章, 영어: insignia)은 어떠한 상태(지위, 상훈, 권력, 소속, 구분 등)를 나타내기 위한 상징물이다. 군복에 부착하는 계급장이나 부대장이 대표적인 표장으로, 계급장은 계급을, 부대장은 소속 부대를 나타낸다.
문장이나 인장처럼 상징적인 도형이 표장일 수도 있지만, 의복이나 쓰개, 목걸이, 반지 같은 몸에 착용하는 물건 그 자체가 표장일 수도 있다. 작위에 따라 착용하는 관, 추기경의 붉은 옷이나 교황의 어부의 반지 같은 것이 그러한 예시다.

## 같이 보기
- 군기
- 엠블럼
- 문장 (상징)
- 로고